# June Lang
June Lang (* 5. Mai 1917 in Minneapolis, Minnesota als Winifred June Vlasek; † 16. Mai 2005 in Los Angeles, Kalifornien) war eine US-amerikanische Schauspielerin.

## Leben und Karriere
Winifred June Vlasek wurde 1917 in Minneapolis als Tochter von Edith und Clarence Vlasek geboren. Bereits im Kindesalter stand sie in Schulaufführungen und Amateurshows auf der Bühne. Die Eltern förderten die Karriere ihre Tochter, welche in den 1920er-Jahren in Vaudeville-Shows, in verschiedenen Chören sowie bei der Meglin Kiddies-Reveau auftrat. Die Familie zog nach Hollywood, wo Vlasek mit 14 Jahren ihren ersten Film drehte. Zunächst nur in kleineren Rollen eingesetzt, erreichte sie mit einer Nebenrolle im Abenteuerfilm Chandu the Magician mit Bela Lugosi und Edmund Lowe erste Aufmerksamkeit. Ab 1934 verwendete Vlasek den amerikanischer klingenden Künstlernamen June Lang. Mit wachsendem Alter wurde sie immer häufiger als Leading Lady eingesetzt, darunter als schottische Millionenerbin im Laurel-und-Hardy-Film Wir sind vom schottischen Infanterie-Regiment (1935) sowie neben Fredric March und Lionel Barrymore im Kriegsdrama The Road to Glory (1936).
1937 war die attraktive Blondine mit den blauen Augen unter anderem als weibliche Hauptdarstellerin neben Eddie Cantor in Ali Baba Goes to Town sowie in Rekrut Willie Winkie als mittellose Mutter des Kinderstars Shirley Temple zu sehen – obwohl Lang nur elf Jahre älter als Temple war. In den folgenden Jahren hatte Lang vor allem mit B-Filmen kleinere Erfolge. Ihr Privatleben war allerdings turbulent: Nach einer gescheiterten Ehe mit dem australischen Schauspieler Joss Ambler (1900–1959) heiratete sie 1937 den Filmagenten Victor Orsatti (1905–1984). Diese Ehe wurde nur ein Jahr später geschieden. Es war allerdings ihre dritte Ehe mit dem einflussreichen Gangsterboss John Roselli zwischen 1940 und 1942, welche ihre Karriere zerstören sollte. Sie erhielt schlechte Presse und passte nicht mehr in die Rolle des liebenswerten jungen Fräuleins, welches sie häufig auf der Leinwand verkörperte. Außerdem weigerte sie sich aus Angst im London des Zweiten Weltkrieges zu drehen, sodass man sie bei Fox Studios aus dem Vertrag entließ.
Obwohl sie sich 1942 von Roselli scheiden ließ, erhielt sie nur noch Rollen bei Poverty-Row-Filmen. 1947 drehte sie mit Lighthouse ihren letzten von über 40 Filmen, anschließend hatte sie noch gelegentliche Fernsehauftritte in den 1950er- und 1960er-Jahren, allerdings ohne größere Erfolge oder Aufmerksamkeit zu erzielen. Auch eine vierte Ehe mit dem Leutnant William Morgan zwischen 1944 und 1954 scheiterte, aus dieser Ehe entstammt ihre einzige Tochter. Später sagte sie einmal: „Die dümmste Sache, die ich je in meinem Leben getan habe, war zu heiraten – jedes Mal. Ich habe meine Ehemänner nicht weise gewählt. Dennoch mag ich nicht gerne unverheiratet sein.“ Nach den gescheiterten Ehen lebte sie mit ihrer Mutter und ihrer Tochter Patricia in Los Angeles. Sie verstarb 2005 im Alter von 88 Jahren und wurde im Forest Lawn Memorial Park im San Fernando Valley beigesetzt.

## Filmografie (Auswahl)
- 1931: Young Sinners
- 1931: The Miracle Woman
- 1932: Chandu the Magican
- 1934: Liebesreigen (Music in the Air)
- 1935: Wir sind vom schottischen Infanterie-Regiment (Bonnie Scotland)
- 1936: Fünflinge (The Country Doctor)
- 1936: Shirley Ahoi! (Captain January)
- 1936: The Road to Glory
- 1937: Rekrut Willie Winkie (Wee Willie Winkie)
- 1937: Ali Baba geht in die Stadt (Ali Baba Goes to Town)
- 1939: Zenobia, der Jahrmarktselefant (Zenobia)
- 1939: Kettensträfling in Australien (Captain Fury)
- 1941: Redhead
- 1943: Stage Door Canteen
- 1943: Das zweite Gesicht (Flesh and Fantasy)
- 1944: Up in Arms
- 1947: Lighthouse
- 1950–1952: Kleine Spiele aus Übersee (Fireside Theater, Fernsehserie, 3 Folgen)
- 1961: Kein Fall für FBI (The Detectives, Fernsehserie, Folge 3x07)
- 1962: 77 Sunset Strip (Fernsehserie, Folge 4x34)
- 1968: Gefährlicher Alltag (Felony Squad, Fernsehserie, Folge 3x08)